# Ierșov, Semenivka
Ierșov (în ucraineană Єршов) este un sat în comuna Jadove din raionul Semenivka, regiunea Cernihiv, Ucraina.

## Demografie
Componența lingvistică a localității Ierșov
     Ucraineană (94,29%)
     Rusă (5,71%)
Conform recensământului din 2001, majoritatea populației localității Ierșov era vorbitoare de ucraineană (94,29%), existând în minoritate și vorbitori de rusă (5,71%).